# Älmeboda landskommun
Älmeboda landskommun var en tidigare kommun i Kronobergs län.

## Administrativ historik
När 1862 års kommunalförordningar trädde i kraft inrättades i Sverige cirka 2 500 kommuner. Huvuddelen av dessa var landskommuner (baserade på den äldre sockenindelningen), vartill kom 89 städer och åtta köpingar. I Älmeboda socken i Konga härad i Småland inrättades då denna kommun.
Vid kommunreformen 1952 bildade den storkommun genom sammanläggning med den tidigare kommunen Långasjö.
År 1971 upplöstes den och dess område delades. Området motsvarande Älmeboda socken gick upp i Tingsryds kommun, medan området motsvarande Långasjö socken fördes till Emmaboda kommun och därmed Kalmar län.
Kommunkoden 1952–70 var 0709.

### Kyrklig tillhörighet
I kyrkligt hänseende tillhörde kommunen Älmeboda församling. Den 1 januari 1952 tillkom Långasjö församling.

## Folkmängd
Folkmängden var 2015 under 1000 personer i Älmeboda distrikt, nedan några historiska uppgifter. Dagens befolkningssiffra är alltså mindre än då befolkningsstatistiken börjar i Sverige.
| År   | Antal | Källa                                                        |
| ---- | ----- | ------------------------------------------------------------ |
| 1750 | 1 476 | Sveriges Bebyggelse Landsbygden Kronobergs län del 1 sid 819 |
| 1800 | 2 328 | Sveriges Bebyggelse Landsbygden Kronobergs län del 1 sid 819 |
| 1850 | 2 934 | Sveriges Bebyggelse Landsbygden Kronobergs län del 1 sid 819 |
| 1875 | 3 654 | Sveriges Bebyggelse Landsbygden Kronobergs län del 1 sid 819 |
| 1900 | 3 105 | Sveriges Bebyggelse Landsbygden Kronobergs län del 1 sid 819 |
| 1905 | 2 986 | Nordisk Familjebok uggleupplagan Band 7 1907                 |
| 1921 | 2 699 | Svenska orter : atlas över Sverige med ortbeskrivning 1932   |
| 1925 | 2 735 | Sveriges Bebyggelse Landsbygden Kronobergs län del 1 sid 819 |
| 1931 | 2 731 | Svenska orter : atlas över Sverige med ortbeskrivning 1932   |
| 1958 | 1 969 | Sveriges Bebyggelse Landsbygden Kronobergs län del 1 sid 819 |

## Historia: Beskrivning i Svenska orter: atlas över Sverige med ortbeskrivning 1932
Älmeboda,  Kommun i Kronobergs län, Konga härad, tillhör Älmeboda landsfiskaldistrikt, Konga och Kinnevalds fögderi, Östra Värends domsaga och Konga härads väghållningsdistrikt samt utgör eget pastorat i Växjö stift, Konga kontrakt. Kyrkan uppförd år 1877. Förslag till restaurering 1929. Gamla kyrkan är ruin, av vilken endast murarna återstå, är från medeltiden, av sten, tillbyggd i sten 1787; konserverades 1925. 
Landskapet utgöres av en småkullig skogsplatå med talrika mindre sjöar, särskilt i södra delen. Jorden, som består av morängrus, är här något bördigare än i omgivande trakter. De odlade bygderna ligga spridda i kommunens skogstrakter. Befolkningen lever huvudsakligen av jordbruk och boskapsskötsel. Järnvägsstationer: Älmeboda, Rävemåla, Yxnanäs. Hållplatser i Binnarebo och Skärsjöhult på linjen Nättraby—Älmeboda. Busslinjer 1932: Älmeboda — Linneryd — Ingelstad —Växjö med stopp i Korrö torsdagar.

### Lantbruk och skogsbruk
Brukningsdelar (1927): 388 stycken. Kommunens areal var  (1931): 16 566 har, varav 15 245 land. Ägoslag (1927): Skogsmarken var 1932 över hälften av ytan 9 124 hektar och hade 1957 ökat till 11 433 hektar, okultiverad betesäng på 2 616 hektar var större än åkerarealen  då åkern var 2162 hektar. Åkern minskade till 1887 hektar 1957. Slåtterängen 891 hektar 1932, trädgård 21 hektar 1932 mot 67,8 hektar 1957, ordnad betesäng 2, och övrig mark 429, ökat till 1161hektar. 
Älmeboda kommun är småländsk småbrukarbygd. I kommunen fanns fram till 1950-talet cirka 400 brukningsdelar. Gårdarna hade oftast också en areal skogsmark. Den övervägande delen av socknens befolkning livnärde sig på jorden och skogen. Rationalisering av jordbruket att jordbruksbefolkningen minskade snabbt. Skogen  gav mer än jordbruket. Industri som fanns var baserad på skogsråvarorna. Kommunen har flera större och mindre sågar samt snickerifabriker.
Åkerjordens fördelning (1927): Vallen var störst på åkern med 604 hektar, därnäst havre 772, rågen  på tredje plats med 301 hektar.  Potatis odlades på 161 hektar vete  på 85 hektar och korn på 79 hektar. Foderrotfrukter 54 hektar, grönfoder 25 hektar och blandsäd 13 hektar ,baljväxter 4 hektar andra växtslag på  2 hektar.Trädan var på 62. Husdjur 1927 dominerades av nötkreatur med 2 497 djur , får 1383, hästar 328. Svinen   var 1166  medan getter bara var 3 stycken,  fjäderfän 5 324 och bisamhällen 129.
Kampen mot stenen fördes med spett och trästänger, men byttes på 1950-talet ut mot moderna stenbrytarvagnar. Åkrarna rensades i snabb takt från de hindersamma stenarna. Traktorer, självbindare, ja till och med skördetröskor gjorde sitt intåg även i denna kommun. Detta är bakgrunden till att landsbygdens avfolkning ble det mest brännande problemet för landskommunen på 1950-talet.

### Taxering, tillgångar och skulder
Taxeringsvärde å skattepliktig fastighet (1930): för jordbruksfastigheter 3 388 100 kr, varav 2 517 000 jordbruksvärde och 853 700 skogsvärde och 17 400 tomtvärde och industrivärde för andra fastigheter 493 100kr.
Taxeringsvärde å skattefri fastighet (1930):  andra fastigheter tillhörig kommuner med flera 163 000 kr., varav kyrka 100 000, 6 folkskolor 50 000 och ålderdomshem 4 000. Till kommunal inkomstskatt taxerad inkomst (1930): svenska aktiebolag och solidariska bankbolag 6 750kr och för andra skattskyldiga 1 009 700. Antalskattekronor (1931) : 6 236. Kommunalskatt (1931): 7,00 kr., varav borgerlig kommun 3,30,kyrkan 1,20 och skolan 2,50. Landstingsskatt (1931): 2,00 kr. Vägskatt (1931): 0,20 kr per fyrk.
Tillgångar (31/12 1928): borgerliga kommunen 121 118 kr, varav fastigheter 31 200, kyrkliga kommun 131 952, varav fastigheter 78 030.
Skulder (31/12 1928): borgerlig kommun 8 000 kr, kyrkliga kommunen 4 000.

## Skolhistoria
På 1840-talet organiserades skolväsendet. 1845 anställdes första examinerade läraren som fick hela socknen som arbetsfält. 1859 inrättades en ambulerande småskola. Skolan hyrdes in i bondgårdarna. 1863 fick kommunen ytterligare en folkskollärare och en småskollärare.  Särskilda skolhus saknades alltjämt men 1865 beslöt sockenstämman att bygga åtta skolhus, det var skolhusen i Älmeboda, Summemåla, Rörshult, Trällebo, Kafsjömåla, Brännebo, Kållebo och Yxnanäs. Sju av dessa byggdes ganska omgående, men skolhusbygget i Yxnanäs fördröjdes ända till 1872. Det lär ha varit tredskande folk i Munkamåla som vidhöll att det var billigare med det gamla systemet att skolan hyrde in sig i gårdarna inom roten.
Den äldsta uppgiften om skolundervisning i Älmeboda är från1803 och som lärare omnämns då Annicka i Fattigstugan. Efterföljare till henne blev sedan Håkan Pålsson och Johan Liljeström från omkring 1820, de var oexaminerade och vandrade runt till byarna och undervisade ute i stugorna där föräldrarna fick upplåta rum för undervisningen.
Men från 1842 blev det alltså obligatorisk skolgång. Johan Liljeström reste då till Lund för att ta examen och vid återkomsten valdes han till socknens förste folkskollärare 1845. Skoldagarna var långa, förmodligen för att göra undervisningen så billig som möjlig. Ett exempel från mitten av 1800-talet beskriver att skoldagen började klockan 6 på morgonen och slutade klockan 7 på kvällen med två 1-timmesraster. Skolämnena var i första hand innanläsning och utanläsning av katekes och bibliska historien och därtill grunderna i skrivning och räkning.
Skolläraren Liljeström ambulerade mellan skolorna. Då skjutades skolbänkarna, katedern och katederstolen till nya platser då skolan ambulerade. Den första lärarlönen som stämman beviljad utgjordes av 8 tunnor spannmål, sommarbete och vinterfoder för en ko att utbetalas kontant. Dessutom fick läraren fri bostad i sockenstugans övervåning och därtill uppvärmningsbränsle. Föräldrarna bidrog inledningsvis med avgift till skolkassan, men denna slopade1848.
Allteftersom åren gick utökades skolgången och fler lärare anställdes, skolbyggnader och lärarbostäder byggdes till och nytt och 1920 har socknen fast folkskola och småskola i sex byar, Yxnanäs, Rävemåla, Älmeboda, Kållebo, Källebäcken och Fagrasjö. Då hade alltså skolorna i Summemåla, Rörshult, Trällebo, Kafsjömåla upphört.
Fortsättningsskola efter sjätte läsåret infördes 1923. Den var för pojkar sex veckor på vintern och undervisningen var då inriktad på ekonomi och jordbruksskötsel. Flickornas fortsättningsskola förlades till sommaren och handlade då om matlagning och hemmets skötsel. Fortsättningskolorna upphörde under 1940-talet.
1917-1922 omorganiserades skolväsendet till fasta heltidsläsande skolor med 6-årig skola. Två av skolorna upphörde före 1950-talet. På 1950-talet hade man 7-årig skolgång i kommunen.
Under 1940- och 1950-talen förändrades skolväsendet snabbt. På grund av minskande barnantal och förbättrade kommunikationer lades många skolor ner och idag finns all socknens skolverksamhet förlagd till den 9-åriga skolan i Rävemåla.

### Älmeboda
- Byn Älmeboda har haft en skola sedan 1860-talet. Småskolan byggdes sedan 1906 med 2 lärosalar samt 2 bostadslägenheter i vinkel (Numera privatbostad)

### Rävemåla
- Rävemåla skola byggdes 1929 med tre lärosalar och gymnastiksal. Skolan moderniserades 1951 av landskommunen med el vatten och avlopp. Tillhörande var tre lärarbostäder som var fristående fastigheter. (Numera friskola)

### Kållebo
- Första skolan i Kållebo byggdes på 1860-talet. Kållebo nya skola byggdes 1918 eller 1919. och skolan nedlagdes före 1957.

### Brännebo
- Brännebo första skola byggdes på 1860-talet. Nya skolan Källebäckens skola uppfördes 1904 med 2 lärosalar och 2 lärarbostäder. Tillbyggdes på 1920-talet och moderniserades 1949. (numera privatbostad).[4]

### Yxnanäs
- Yxnanäs äldsta skola från 1872 låg på den så kallade "Församlingshemmets" tomt.
- Yxnanäs gamla folkskola byggdes 1916 med 2 lärosalar och 2 lärarbostäder moderniserad 1956. (1972 köpte Yxnanäs hembygdsförening gamla skolan med tillhörande tomt. I skolsalarna inryms numera föreningens samlingar av gamla föremål.) År 1918 fick Yxnanäs en fast folkskola och en fast småskola. Innan dess hade folkskolläraren C A Johansson delat sin undervisningstid mellan Kållebo och Yxnanäs. Johansson var lärare här till 1944.
- Yxnanäs nya folkskola byggd 1929 med en lärosal, slöjdsal, gymnastiklokal. Moderniserad 1953. Då elevantalet ökade under 1920-talet till över 50 folkskolebarn byggdes den "nya skolan"  (senare bostad för Ulf Aschan). Skolundervisningen upphörde i Yxnanäs 1965.

### Fagrasjö
Okänt när denna skola byggdes.

## Äldrevård
Redan på 1700-talet fanns en mindre fattigstuga i kyrkbyn Älmeboda. 1803 nybyggdes en stuga för ändåmålet också i Älmeboda. De fungerade till 1845.Då byggdes ett större tvåvåningshus med plats för 20 boende. Fattiga utackorderades också på socknen till lägstbjudande till slutet av 1800-talet. 1902 inköpte kommunen en fattiggård, 1/4 mantal Flishult Norregård. Den fungerade som fattigvårdsinrättning till 1939 när det nybyggda ålderdomshemmet i Rävemåla stod färdigt, nuvarande Rosenhill. Då Långasjö inkorporerades hade de båda församlingarna var sitt åldringsboende.

## Geografi

### Naturgeografi
Älmeboda landskommun omfattade den 1 januari 1952 efter sammanläggningen med Långasjö en areal av 309,10 km², varav 282,40 km² land. Arealen av endast Älmeboda var 165,66 km² varav 152,45  km² land. Landytan är Älmeboda är småkuperad och lutar mot söder. Högsta punkten i Älmeboda är 184 meter över havet och ligger i Stenkilshult i norra delen av socknen. Kommunens fyra största sjöar, bortsett från gränssjöarna till andra socknar, som i huvudsak inte ligger i kommunen är: Kvesen, Kinnen,  Östersjön och Djupasjön. En höjdrygg från norr till söder är vattendelare. Sjöarna väster om hör till Ronnebyåns vattenområde medan de öster om hör till Nättrabyån. Nättrabyån rinner genom socknens hela längd medan Ronnebyån bara berör socknen på en mindre sträcka i nordväst.

### Samhällsgeografi
Fram till 1952 hade Älmeboda tre större samhällen som alla var stationer på järnvägen Älmeboda:  Rävemåla som ensam var tätort samt Älmeboda, den gamla kyrkbyn och Yxnanäs. Långasjö hade bara ett större samhälle tätorten Långasjö. 

### Tätorter i kommunen 1960
| Tätort   | Folkmängd |
| -------- | --------- |
| Rävemåla | 240       |
| Långasjö | 207       |

Tätortsgraden i kommunen var den 1 november 1960 14,0 procent.

## Politik

### Mandatfördelning i valen 1938–1966
| 7 | 9 | 3 | 3 |

| 22 |

| 6 | 5 | 11 |

| 21 |

| 5 | 4 | 13 |

| 19 | 3 |

| 9 | 3 | 20 |  | 2 |

| 33 |

| 8 | 2 | 17 |  | 7 |

| 33 |

| 7 | 18 | 10 |

| 32 |

| 8 | 3 | 16 |  | 7 |

| 32 |

| 9 | 16 | 2 | 8 |

| 32 |